# Fédération américaine d'aviron
La Fédération américaine d'aviron (en anglais : USRowing) est une association regroupant les clubs d'aviron des États-Unis et organisant les compétitions nationales d'aviron aux États-Unis.